# Carte d'identité luxembourgeoise
Pour les autres articles nationaux ou selon les autres juridictions, voir carte d'identité.
Au Grand-Duché de Luxembourg, la carte d'identité est un document officiel d’identification des Luxembourgeois (en).
Depuis le 1er juillet 2014, les cartes d'identité ont le format d'une carte bancaire. Elles sont dotées d'une puce électronique répondant aux normes de sécurité internationales les plus élevées en matière de documents de voyage. À partir du 2 août 2021 entre en vigueur la nouvelle carte d'identité biométrique.
La détention d’une carte d’identité est obligatoire pour toute personne de nationalité luxembourgeoise âgée de 15 ans révolus et ayant sa résidence dans une commune luxembourgeoise.
La carte d'identité suffit pour voyager au sein de l'espace Union européenneUE/AELE/ALECE ainsi que dans les micro-États européens, les Territoires français d'outre-mer, les îles Féroé, la Géorgie, Gibraltar, Montserrat (jusqu'à un maximum de 14 jours), de Turquie et pour les voyages organisés en Tunisie comme pièce d'identité.
La carte d'identité coûte:
- 14 euros pour les personnes de plus de 15 ans;
- 10 euros pour les enfants et jeunes de 4 à 15 ans;
- 5 euros pour les enfants de moins de 4 ans.

La durée de validité de la carte d'identité dépend de l'âge du titulaire:
- pour les personnes âgées de 15 ans et plus : la carte d'identité est valable 10 ans;
- pour les enfants et les jeunes de 4 à 15 ans : La carte d'identité est valable 5 ans;
- pour les enfants de moins de 4 ans : La pièce d'identité est valable 2 ans.

Les rubriques sont en français et en anglais.
Sur la face avant
- en-tête avec drapeau de l'UE en français, anglais, allemand et luxembourgeois
- photo (noir et blanc)
- nom de famille
- prénoms
- genre
- nationalité
- date de naissance
- numéro de carte d'identité
- validité
- signature
- CAN

Sur la face arrière
- date et lieu d'exposition
- signature de l'autorité
- miniature de la photo
- lignes lisibles par machine